# پارام، چوک
پارام یا پارِم یک آبخوست و منطقه شهرداری در ناحیه نومونئاس جنوبی در ایالت چوک در کشور ایالات فدرال میکرونزی است. منظقه شهرداری پارام شامل آبخوست پارام، آبخوست تُوید (۸۰۰ متر (۲٬۶۰۰ فوت) جنوب پارام) و آبخوست اُآن (۳ کیلومتر (۱٫۹ مایل) باختر پارام) می‌شود.
{{Infobox settlement
|name=پارام|native_name=پارِم|native_name_lang=|motto=|image_skyline=|map_alt=|image_caption=نقشه آبخوست پارام|pushpin_map=Federated States of Micronesia|pushpin_label_position=|pushpin_map_alt=|pushpin_map_caption=|latd=7|latm=21|lats=41.04|latNS=N|longd=151|longm=47|longs=23.28|longEW=E